# Alburquerque
Alburquerque é um município raiano da Espanha na comarca da Terra de Badajoz, província de Badajoz, comunidade autónoma da Estremadura. Tem área 723,2 km² de área e em 2021 tinha 5 245 habitantes (densidade: 7,3 hab./km²).

## História
Tendo-se Portugal envolvido na Guerra de Sucessão Espanhola, a praça de Alburquerque  esteve sob o seu domínio de 1705 a 1715. Apesar de em Utrecht as pretensões portuguesas integrarem a conservação de algumas praças fronteiriças espanholas, por fim, a 6 de fevereiro de 1715, convencionou-se com Espanha a imediata restituição recíproca de várias praças-fortes e territórios, entre aquelas, Alburquerque.

## Demografia
| Variação demográfica do município entre 1991 e 2004 [carece de fontes?] | Variação demográfica do município entre 1991 e 2004 [carece de fontes?] | Variação demográfica do município entre 1991 e 2004 [carece de fontes?] | Variação demográfica do município entre 1991 e 2004 [carece de fontes?] |
| ----------------------------------------------------------------------- | ----------------------------------------------------------------------- | ----------------------------------------------------------------------- | ----------------------------------------------------------------------- |
| 1991                                                                    | 1996                                                                    | 2001                                                                    | 2004                                                                    |
| 5780                                                                    | 5780                                                                    | 5551                                                                    | 5616                                                                    |

## Património edificado
- Castelo de Alburquerque